# Löderup
Löderup is een plaats in de gemeente Ystad, in de Zweedse provincie Skåne län en het landschap Skåne. De plaats heeft 558 inwoners (2005) en een oppervlakte van 63 hectare.